# Zoe Colletti
Zoe Margaret Colletti (27 november 2001) is een Amerikaans actrice. Ze speelde in diverse films en series, waaronder Annie, Scary Stories to Tell in the Dark en Fear the Walking Dead.

## Filmografie

### Film
- 2014: Annie, als Tessie Marcus
- 2018: Wildlife, als Ruth-Ann
- 2018: Skin, als Desiree
- 2019: Scary Stories to Tell in the Dark, als Stella Nicholls
- 2021: A Boy Called Christmas, als Truth Pixie
- 2022: Gigi & Nate, als Lori
- 2023: The Family Plan, als Nina Morgan
- 2024: Please Don't Feed the Children

### Televisie
- 2006: American Men, als Emma Wilson
- 2010: Past Life, als Elana Moody
- 2010: Rubicon, als Sophie Young
- 2019: Law & Order: Special Victims Unit, als Britney Moore
- 2019: City on a Hill, als Benedetta "Benny" Rohr
- 2020-2021: Fear the Walking Dead, als Dakota
- 2022: Boo, Bitch, als Gia
- 2022: Only Murders in the Building, als Lucy